# Sackenomyia
Genre
Sackenomyia est un genre d'insectes diptères nématocères appartenant à la famille des Cecidomyiidae.

## Espèces
Selon ITIS (11 aout 2017) :
- Sackenomyia acerifoliae (Felt, 1907)
- Sackenomyia commota Gagne, 1975
- Sackenomyia viburnifolia Felt, 1909